# Дзержинский шахтёр (газета)
«Дзержинский шахтёр» — газета, выходившая в городе Дзержинск Донецкой области УССР в советское время. 
Являлась печатным органом Дзержинского городского совета народных депутатов.

## История
Издание местной газеты в посёлке Щербиновка началось 1 сентября 1936 года.
27 октября 1938 года посёлок городского типа Щербиновка был преобразован в город районного значения Дзержинск (центр Дзержинского района), и газета получила статус районной газеты. 
В ходе Великой Отечественной войны 28 октября 1941 года Дзержинск был оккупирован немецкими войсками. В период немецкой оккупации газета не издавалась, однако типографский шрифт (который вынес из типографии подпольщик С. Я. Гук) использовался действовавшей в городе советской подпольной организацией для выпуска листовок и сводок Советского информбюро, которые распространяли среди населения.
5 сентября 1943 года город был освобождён войсками 51-й армии Южного фронта.
В дальнейшем, издание районной газеты «Дзержинский рабочий» было возобновлено. В 1950 - 1954 гг. тираж газеты составлял 2500 экземпляров, стоимость - 10 копеек, и она выходила два раза в неделю.
30 декабря 1962 года Дзержинск стал городом областного значения, газета получила статус городской газеты.
В 1986 году тираж газеты «Дзержинский шахтёр» составлял 23 000 экземпляров, в 1987 году - 23 100 экз., в 1988 году - 23 500 экз., в 1989 году - 23 550 экз., в 1990 году - 23 125 экземпляров.